# 西河南インターチェンジ
西河南インターチェンジ（ソハナムインターチェンジ）は大韓民国京畿道河南市にある首都圏第一循環高速道路のインターチェンジ。

## 歴史
- 1991年10月31日 - 開設。

## 周辺
- ソウル特別市方面
  - ●ソウル市メトロ9号線遁村五輪駅

## 隣
首都圏第一循環高速道路
(3) 松坡IC - (4) 西河南IC - (4-1) 西河南JCT